# Santa Elena (Honduras)
Santa Elena è un comune dell'Honduras facente parte del dipartimento di La Paz.
Il comune risulta come entità autonoma già nel censimento del 1887.